# Monumento conmemorativo a las mujeres de Boston
El Monumento conmemorativo a las mujeres de Boston (en inglés, Boston Women's Memorial) es un trío de esculturas en el Commonwealth Avenue Mall en la ciudad de Boston, en el estado de Massachusetts (Estados Unidos). Está dedicado a Phillis Wheatley, Abigail Adams y Lucy Stone.

## Descripción
La idea de un monumento a las mujeres se discutió por primera vez en 1992 en reconocimiento de la baja representación de mujeres entre las estatuas de Boston. Una colaboración entre la Comisión de Mujeres de Boston, el Comité del centro comercial Commonwealth Avenue y la Sociedad Histórica de Massachusetts, con el apoyo de Angela Menino, la esposa del alcalde, lo desarrolló durante los siguientes doce años.
El concurso de diseño lo ganó la escultora neoyorquina Meredith Bergmann. El monumento fue inaugurado el 25 de octubre de 2003 por el alcalde de Boston, Thomas Menino. El monumento fue criticado en ese momento como un intento de solución rápida para abordar la falta de representación femenina en el arte público de Boston, agrupando a tres figuras históricas que merecen reconocimiento como individuos. "Los monumentos a los hombres de la ciudad no reúnen a los héroes; tampoco debería hacerlo un monumento a las mujeres", escribió Christine Temin en el Boston Globe.
Las estatuas presentan a las mujeres a pie de calle, en lugar de sobre un pedestal, aunque los pedestales se utilizan como parte de la obra de arte. Stone, por ejemplo, se coloca usando su pedestal como escritorio editorial, trabajando en el Woman's Journal, que ella fundó. Las citas de las mujeres están inscritas en sus plintos.
La gente local suele dejar artículos en o sobre las estatuas: bufandas alrededor del cuello de la figura en invierno, una gorra de los Medias Rojas de Boston en la cabeza cuando el equipo ganó la Serie Mundial en 2004.
El monumento se presenta en Ladies Walk of the Boston Women's Heritage Trail.